# Сидэяха
Сидэяха (устар. Сидэ-Яха) — река в России, протекает в Ямало-Ненецком АО. Устье реки находится в 105 км по правому берегу реки Малхойяха. Длина реки составляет 31 км.

## Данные водного реестра
По данным государственного водного реестра России относится к Нижнеобскому бассейновому округу, водохозяйственный участок реки — Пур. Речной бассейн реки — Пур.
Код объекта в государственном водном реестре — 15040000112115300061449.